# Lester Young
 (janvier 2021).
Si vous disposez d'ouvrages ou d'articles de référence ou si vous connaissez des sites web de qualité traitant du thème abordé ici, merci de compléter l'article en donnant les références utiles à sa vérifiabilité et en les liant à la section « Notes et références ».
 (janvier 2021).
La mise en forme du texte ne suit pas les recommandations de Wikipédia : il faut le « wikifier ».
Les points d'amélioration suivants sont les cas les plus fréquents. Le détail des points à revoir est peut-être précisé sur la page de discussion.
- Les titres sont pré-formatés par le logiciel. Ils ne sont ni en capitales, ni en gras.
- Le texte ne doit pas être écrit en capitales (les noms de famille non plus), ni en gras, ni en italique, ni en « petit »…
- Le gras n'est utilisé que pour surligner le titre de l'article dans l'introduction, une seule fois.
- L'italique est rarement utilisé : mots en langue étrangère, titres d'œuvres, noms de bateaux, etc.
- Les citations ne sont pas en italique mais en corps de texte normal. Elles sont entourées par des guillemets français : « et ».
- Les listes à puces sont à éviter, des paragraphes rédigés étant largement préférés. Les tableaux sont à réserver à la présentation de données structurées (résultats, etc.).
- Les appels de note de bas de page (petits chiffres en exposant, introduits par l'outil «  Source ») sont à placer entre la fin de phrase et le point final[comme ça].
- Les liens internes (vers d'autres articles de Wikipédia) sont à choisir avec parcimonie. Créez des liens vers des articles approfondissant le sujet. Les termes génériques sans rapport avec le sujet sont à éviter, ainsi que les répétitions de liens vers un même terme.
- Les liens externes sont à placer uniquement dans une section « Liens externes », à la fin de l'article. Ces liens sont à choisir avec parcimonie suivant les règles définies. Si un lien sert de source à l'article, son insertion dans le texte est à faire par les notes de bas de page.
- La présentation des références doit suivre les conventions bibliographiques. Il est recommandé d'utiliser les modèles {{Ouvrage}}, {{Chapitre}}, {{Article}}, {{Lien web}} et/ou {{Bibliographie}}. Le mode d'édition visuel peut mettre en forme automatiquement les références.
- Insérer une infobox (cadre d'informations à droite) n'est pas obligatoire pour parachever la mise en page.

Pour une aide détaillée, merci de consulter Aide:Wikification.
Si vous pensez que ces points ont été résolus, vous pouvez retirer ce bandeau et améliorer la mise en forme d'un autre article.
Pour les articles homonymes, voir Young.
Lester Willis Young, surnommé le Prez (le président), né le 27 août 1909 à Woodville  dans le Mississippi et mort le 15 mars 1959 à New York, est un saxophoniste, clarinettiste et compositeur afro-américain de jazz.

## Style et légende

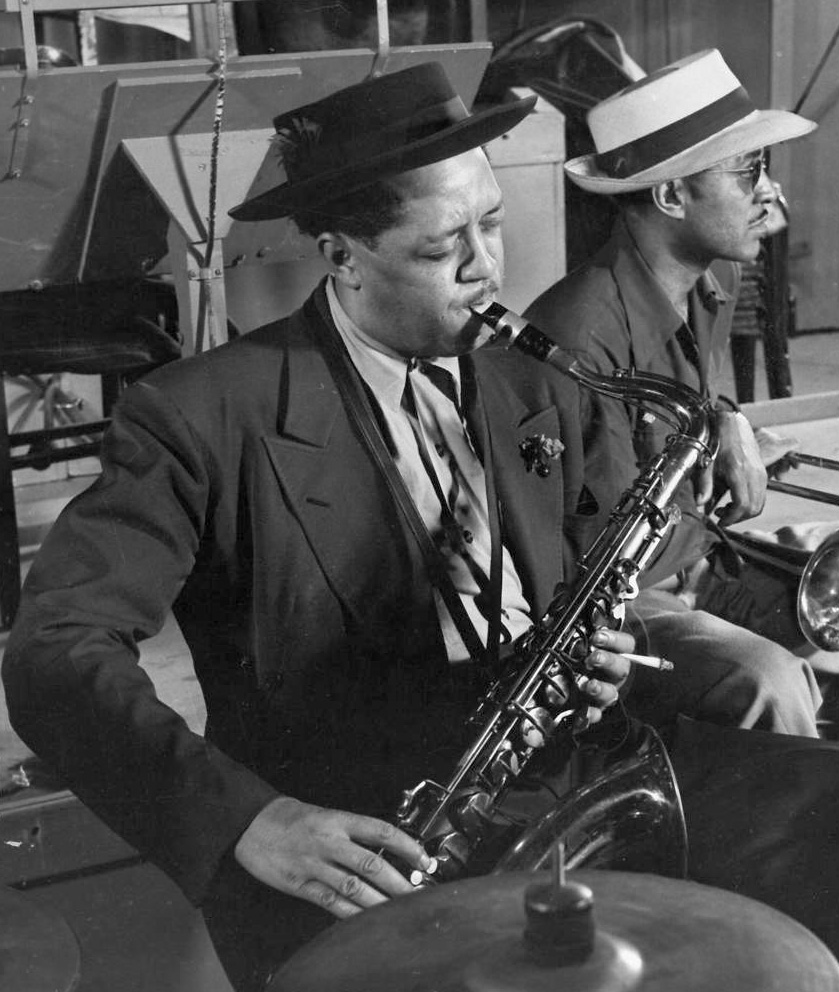

Lester Young, surnommé "Prez", fut l'un des plus influents musiciens de jazz, par son jeu révolutionnaire et sa personnalité. Dès ses premiers engagements avec Count Basie, à une époque où le jeu agressif et puissant de Coleman Hawkins définissait le son des saxophonistes de jazz, Young lui opposa des solos aériens, semblant flotter sur le tempo de l'orchestre, tels des volutes de fumée. Sa connaissance profonde de l'harmonie lui permettait d'improviser dans toutes les situations, et il était connu pour ne jamais se répéter d'un solo sur l'autre.
Se mettant au service des standards (Irving Berlin, Cole Porter, George Gershwin, etc.) - il affirmait qu'on devait pouvoir « entendre » les paroles dans la mélodie instrumentale -, Young influença les musiciens adeptes d'un jazz plus doux et élégant, s'opposant entre autres au bebop. Ce fut notamment le cas du mouvement "Cool jazz" des années 1950, institué par Miles Davis, John Lewis, Gil Evans, Gerry Mulligan, etc.
Si Lester Young était un musicien original, sa vie elle-même n'est pas en reste. Personnage excentrique, il aimait parler de manière codée pour n'être compris que de son cercle d'amis et impressionner les autres, et s'habiller de manière excentrique – il ne quittait presque jamais son fameux chapeau "Pork Pie Hat". Cette influence s'étend sur le monde du jazz tout entier, à commencer par Charlie Parker et Dizzy Gillespie, qui furent tous deux des fans du "Président".
À sa mort, il a eu droit à de nombreux hommages, dont une composition de Charles Mingus, Goodbye Pork Pie Hat, devenu un standard de jazz.

## Biographie

### Une jeunesse sous le signe de la musique
Lester Young est né à Woodville, dans l'État du Mississippi en 1909. Lester est  l’aîné des trois enfants de Willis Handy Young et de Lizetta Young. Il est plongé dès son enfance dans la musique, à travers son père, Willis Handy Young, qui dirige un orchestre de musique scénique, et son frère Lee Young, batteur. Avec plusieurs autres parents, tous musiciens professionnels, ils forment un groupe familial de Minstrel show qui tourne dans le circuit du Vaudeville. Alors que Lester est encore enfant, sa famille déménage à La Nouvelle-Orléans en Louisiane, puis à Minneapolis. Son père lui enseigne la trompette, le violon, et la batterie, en plus du saxophone alto, afin de lui permettre de se produire avec le groupe familial. Il le quittera en 1927, après une dispute avec son père. Il le quitte en pleine tournée dans les États du Sud pour joindre les Art Bronson’s Bostonians.

### Prez à Kansas City: l'envol
En 1928, Young se consacre définitivement au saxophone ténor, instrument sur lequel il développe un style personnel doux et aérien, à l'opposé de celui de Coleman Hawkins, que tous cherchent à l'époque à imiter, tant les recherches de style personnel se montrent réticentes pour la jeune intégration de l'instrument encore quelque peu nouveau dans le jazz. Il s'installe en 1933 à Kansas City, capitale du jazz en même temps que du jeu, de la prostitution, de la drogue et du trafic d'alcool : à cette époque, la Prohibition fait la fortune des gangsters de tout poil à travers les États-Unis. Après avoir fait partie de plusieurs groupes, il est engagé en 1936 dans l'orchestre de Count Basie, au sein duquel il grave en novembre de la même année quelques premiers, mais non moins remarquables solos, dans son style légato totalement novateur. Il fait la connaissance de plusieurs personnes qui vont marquer sa vie, notamment en 1934 la chanteuse Billie Holiday, avec qui il vivra une forte amitié et une complicité musicale connue publiquement, et Teddy Wilson, qui dirigera les petites formations où Billie et Lester vont pouvoir exprimer leurs talents. C'est à Billie qu'il doit son surnom de Prez, le Président du saxophone ténor ! Son style unique, qui se ressent clairement dans son jeu (parfois en regard d'une autre grande figure de l'instrument, Ben Webster), dès les plages gravées à partir de janvier 1937 -ou pour exemple The Man I Love, qu'il enregistrera fin 1939- aux côtés de celle qu'il a surnommée Lady Day.
En effet, entre-temps, Young a gagné ses galons en se mesurant à Coleman Hawkins lui-même dans les jam sessions de Kansas City, qui sont autant d'affrontements où les réputations se font et se défont. Lester y gagne le respect et l'admiration de ses pairs en tenant une nuit entière face au géant Hawkins, qui d'après la légende s'enfuit au petit matin, épuisé et stupéfait de ne pouvoir éliminer cet étrange concurrent au jeu si léger…
Young quitte finalement le groupe de Basie fin 1940, la légende disant qu'étant fort superstitieux, il refusa de jouer un vendredi 13. Il crée ensuite plusieurs petites formations, souvent aux côtés de son frère Lee, qui lui fournissent le cadre idéal pour son jeu révolutionnaire. Il enregistre plusieurs disques au cours de cette période, notamment avec Billie Holiday et, en juin 1942, Nat King Cole. En décembre 1943, Young réintègre l'orchestre de Count Basie pour un engagement de 10 mois, interrompu par son service militaire, événement qui devait marquer son existence et son art.

### Service militaire et renaissance précaire
Étant constamment en mouvement entre les lieux de leurs différents engagements, les musiciens de jazz de cette époque parviennent souvent à échapper à leurs obligations militaires. En septembre 1944, Young, en compagnie du batteur Jo Jones, est pourtant rattrapé par l'armée américaine alors qu'il est à Los Angeles avec Count Basie. Contrairement à la plupart des musiciens blancs de l'époque, intégrés à des fanfares militaires, il est incorporé dans une unité combattante. Tête de turc de ses supérieurs depuis qu'ils ont découvert qu'il est marié avec une femme blanche, il tente de tenir en faisant un usage massif de marijuana et autres drogues, ce qui lui vaut d'être emprisonné pour insubordination et usage de narcotiques. Cette expérience des prisons militaires, qui donne naissance au morceau DB Blues (Detention Barracks Blues), le marque, certains historiens affirmant même qu'elle détruit une grande partie de son potentiel créatif. Il plonge progressivement dans la dépression. Pourtant les années suivantes sont loin de constituer un déclin : à sa démobilisation, le producteur Norman Granz le prend sous son aile au sein du Jazz at the Philharmonic. De 1945 à 1947, il enregistre des faces historiques pour le label Alladin à la tête de petites formations comprenant notamment le tromboniste Vic Dickenson et le jeune pianiste Dodo Marmarosa. Elles comprennent notamment DB Blues et la version révolutionnaire de These Foolish Things où Lester commence son improvisation sans exposition préalable du thème, ce qui constitue une première à l'époque. Les tournées du Jazz at the Philharmonic se multiplient et lui donnent l'occasion de jouer aux côtés de Charlie Parker en 1946 et 1949. Au sein du JATP, Lester offre un parfait contraste avec les ténors expressionnistes comme Illinois Jacquet et Flip Phillips qui participent à ces concerts-jam-sessions.

### Les dernières années du Président
Au début des années 1950 le jeu de "Prez" commence à se dégrader. Ses solos deviennent moins imaginatifs, et il lui arrive même de se répéter en copiant ses propres enregistrements précédents, ce qui n'a jamais été le cas auparavant. Si on compare ses enregistrements de 1954 avec ceux de 1952 par exemple, on constate une dégradation de la maîtrise de son instrument, et même du tempo. Supportant très mal ces problèmes musicaux, Young commence à boire encore plus qu'il ne le faisait déjà. Il sut toutefois tirer parti de la dégradation de ses moyens physiques pour transformer son art et le rendre plus intime. Il met ainsi en musique ses pulsions dépressives et laisse entendre aux auditeurs l'impossibilité de jouer une musique idéale. Toutes les failles, les béances présentes dans ses derniers enregistrements comme dans "They Can't Take That Away From Me"(1958) ne sont pas uniquement dues à sa dégradation physique, elles expriment sa mélancolie.
En novembre 1955, il s'effondre et est interné en hôpital psychiatrique. Il en sort quelques mois plus tard pour connaître une embellie qui ne sera que provisoire. Mangeant de moins en moins et buvant de plus en plus, Young, à partir de 1957, est constamment aux limites de l'effondrement physique et parfois trop épuisé pour pouvoir simplement soulever son instrument. Il parvient pourtant toujours à réaliser des performances comme celle de décembre 1957 aux côtés de Billie Holiday, sa Lady Day, qu'il n'avait pas revue depuis des années, et au cours duquel il livra un solo tout en économie de moyens et en émotion.
Lester Young enregistra ses dernières faces un peu plus d'un an plus tard, en mars 1959 à Paris, au cours d'une tournée européenne qui dut être abrégée car il ne mangeait quasiment plus et buvait à longueur de journée. Il mourut  dans la matinée du 15 mars 1959, quelques heures seulement après son retour à New York. Il n'avait que 49 ans. Le critique de jazz Leonard Feather raconta plus tard que, se rendant à l'enterrement de Young avec Billie Holiday, il l'entendit murmurer « je serai la suivante ». Billie suivit son ami de toujours dans la tombe quelques mois plus tard, à l'âge de 44 ans.
Lester Young repose au cimetière The Evergreens de Brooklyn

## Anecdotes
- Il aurait abandonné la batterie en s'apercevant qu'après les concerts il mettait plus de temps à emballer son instrument que les autres musiciens. Du coup, les filles partaient avec les autres musiciens, le laissant célibataire pour le reste de la soirée.
- Lester était très superstitieux. Un jour qu'il devait enregistrer en studio avec l'orchestre de Basie tout le monde l'attendait. Le patron l'appelle alors à son hôtel : "Qu'est-ce que tu fais ? Tout le monde t'attend". Lester dit alors : "On est vendredi 13. Je ne peux pas sortir, il va m'arriver quelque chose". "C'est fait, lui répond Basie, tu es viré !"

## Citation
« Je me souviens de Lester Young au Club Saint-Germain ; il portait un complet de soie bleue avec une doublure de soie rouge. »

— Georges Perec, Je me souviens, 4

## Divers
Les derniers jours de Lester Young ont fortement inspiré ceux de Dale Turner, le personnage principal d'Autour de minuit, le film de Bertrand Tavernier.

Charles Mingus a enregistré deux mois après sa mort, Goodbye Pork Pie Hat, en référence au chapeau que portait souvent le saxophoniste. Joni Mitchell a écrit des paroles sur ce morceau.

Dans sa chanson de 1974, J'ai rêvé New York, l'écrivain et chanteur Yves Simon mentionne Lester Young.

## Discographie sélective
- 1936-1940 : Classic Columbia, OKeh, and Vocalion Lester Young with Count Basie 1936-1940, Mosaic Records[17]
- 1936-1947 : Classic 1936-1947 Count Basie And Lester Young Studio Sessions, Mosaic Records[18]
- 1937-1939 : The Complete Decca Recordings - Count Basie, GRP
- 1937-1946 : Complete Billie Holiday/Lester Young, Fremeaux
- 1938 : The Kansas City Sessions, Verve
- 1943-1944 : The Complete Lester Young on Keynote, Verve
- 1945-1948 : The Complete Aladdin Recordings, Blue Note
- 1952 : With the Oscar Peterson Trio, Verve
- 1956 : The Jazz Giants, Verve
- 1956: Pres and Teddy, Verve
- 1956 : Lester Young in Washington, D.C., Vol. 1-4, Pablo
- 1957 : Count Basie at Newport, Verve
- 1958 : Laughin' to Keep from Cryin', Verve
- 1959 : Jazz in Paris : Le Dernier Message De Lester Young, Universal
- 1946-1959 : The Complete Lester Young Studio Sessions on Verve, Verve

## Morceaux choisis
- Shoe Shine Boy, 1936 avec le Jones-Smith Incorporated
- Lady Be Good, 1936 avec le Jones-Smith Incorporated
- Roseland Shuffle, 1937 avec le Count Basie Orchestra
- One O' Clock Jump, 1937 avec le Count Basie Orchestra
- This Year's Kisses, 1937 avec Billie Holiday
- Foolin' Myself, 1937 avec Billie Holiday
- Me, Myself And I, 1937 avec Billie Holiday
- Every Tub, 1938 avec le Count Basie Orchestra
- Swingin' The Blues, 1938 avec le Count Basie Orchestra
- Way Down Younder In New Orleans, 1938 avec les Kansas City Six
- All Of Me, 1941 avec Billie Holiday
- Sometimes I' m Happy, 1943 avec Slam Stewart, guitare basse et Big Sid Catlett, batterie
- Lester Leaps Again, 1944 avec les Kansas City Seven
- Blue Lester, 1944
- Ghost of A Chance, 1944
- D.B Blues, 1945
- These Foolish Things, 1945
- The Man I Love, 1946 avec Nat King Cole, piano
- I Want To Be Happy, 1946 avec Nat King Cole, piano
- Slow Motion Blues, 1951 avec John Lewis, piano
- On The Sunny Side of The Street, 1952 avec Oscar Peterson, piano
- Pres Returns, 1956 avec Teddy Wilson, piano
- They Can't Take That Away From Me, 1958
- I Can't Get Started, 1959
- live and love tonight, 1939 avec Basie's Bad Boys
- Jive at Five1939 avec Count Basie

## Vidéographie
- Jammin' the Blues, film court de Gjon Mili d'une grande qualité artistique avec Harry Edison et Illinois Jacquet, 1944
- The Sound of Jazz, émission télévisée exceptionnelle de CBS à laquelle participent notamment Henry "Red" Allen, Count Basie, Thelonious Monk et Jimmy Giuffre ; Lester Young y joue une version bouleversante de Fine And Mellow avec Billie Holiday, Roy Eldridge, Ben Webster, Gerry Mulligan et Coleman Hawkins.